# Nyodes sophiae
Nyodes sophiae là một loài bướm đêm trong họ Noctuidae.